# Arbnor Muja
Arbnor Muja (Mitrovica, 29 de noviembre de 1998) es un futbolista kosovar, nacionalizado albano, que juega en la demarcación de delantero para el Samsunspor de la Superliga de Turquía.

## Selección nacional
Hizo su debut con la selección de fútbol de Albania el 7 de septiembre de 2023 en un partido de clasificación para la Eurocopa 2024 contra República Checa que finalizó con un resultado de empate a uno tras el gol de Václav Černý para el combinado checo, y de Nedim Bajrami para Albania.

## Clubes
| Club                      | País     | Año       | Partidos | Goles |
| ------------------------- | -------- | --------- | -------- | ----- |
| KF Trepça                 | Kosovo   | 2016-2017 | 4        | 0     |
| KF Trepça '89             | Kosovo   | 2017-2018 | 2        | 0     |
| Eintracht Braunschweig II | Alemania | 2018-2019 | 17       | 7     |
| KF Skënderbeu Korçë       | Albania  | 2019-2020 | 11       | 2     |
| KF Trepça '89 (cedido)    | Kosovo   | 2020-2021 | 40       | 9     |
| FC Drita                  | Kosovo   | 2021-2022 | 28       | 6     |
| Royal Antwerp F. C.       | Bélgica  | 2022-2024 | 68       | 10    |
| Samsunspor                | Turquía  | 2024-     | 47       | 4     |

## Palmarés

### Títulos nacionales
| Título               | Club                | País    | Año  |
| -------------------- | ------------------- | ------- | ---- |
| Copa de Bélgica      | Royal Antwerp F. C. | Bélgica | 2023 |
| Pro League           | Royal Antwerp F. C. | Bélgica | 2023 |
| Supercopa de Bélgica | Royal Antwerp F. C. | Bélgica | 2023 |